# Babylonische Weltkarte
Die babylonische Weltkarte ist eine schematische Darstellung der Erdoberfläche aus der Sicht der Babylonier zur Zeit des Neubabylonischen Reiches. Sie zeigt eine von Meer umgebene Erdscheibe, durch die der Euphrat fließt. Die einzigartige Darstellung gibt Hinweise auf das babylonische Weltbild.
Die Weltkarte ist auf einer Tontafel (Höhe: 12,2 cm, Breite: 8,2 cm) eingeritzt, die in Sippar gefunden wurde. Sie wird ungefähr auf das 6. Jahrhundert v. Chr. datiert und befindet sich heute im British Museum (Kat.-Nr. 92687).
|  | Legende: 1. Gebirge (šá-du-ú) 2. Stadt (uru) 3. Urartu (ú-ra-áš-tu) 4. Assyrien (KURaš+šurKI) 5. Der 6. ? 7. Sumpf (ap-pa-ru) 8. Susa (šuša) 9. Kanal (bit-qu) 10. Bit Jakin 11. Stadt (uru) 12. Habban (ha-ab-ban) 13. Babylon (tin.tirKI), durchflossen vom Euphrat 14.–17. Meer („Bitterer Strom“) (idmar-ra-tum) 18. „Große Mauer, 6 Beru dazwischen, wo man die Sonne nicht sieht“ (Akkadisch: BÀD.GU.LA 6 bēru ina bi-rit a-šar Šamaš la innammaru). – Die „Große Mauer“ könnte ein Gebirgskamm sein, die „6 Beru dazwischen“ beziehen sich vermutlich auf die Breite des Meeres. 19. „nagu, 6 Beru dazwischen“ 20. „[nag]u […]“ (Rest des Textes fehlt) 21. „[na]gu […]“ (Rest des Textes fehlt) 22. „nagu, 8 Beru dazwischen“ 23.–25. nicht beschrieben |

Die allgemeine Vorstellung des von Meer umgebenen Landes erhielt sich bis in die griechische Zeit (etwa bei Anaximander und Hekataios von Milet).

## Galerie

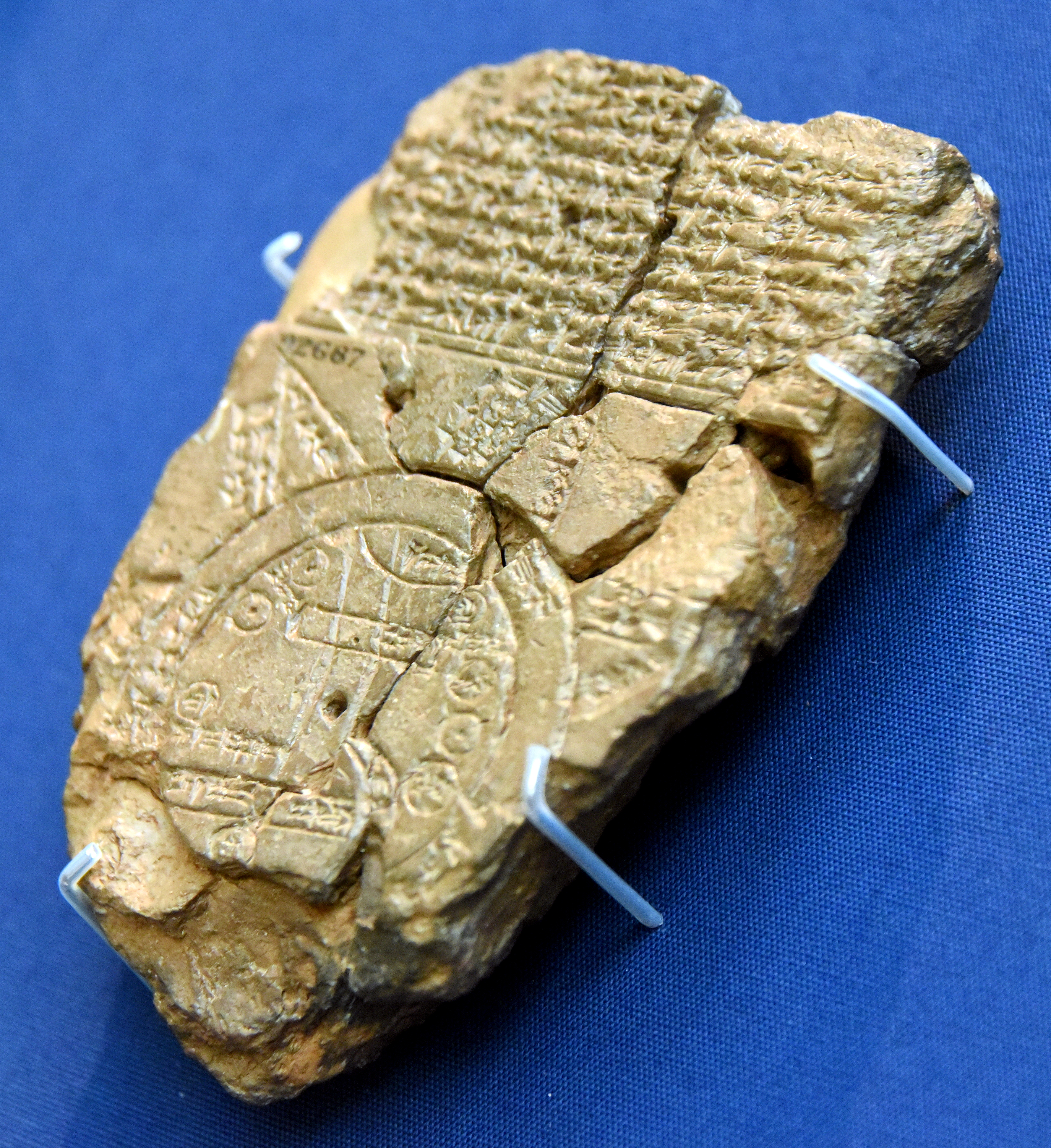
Ansicht
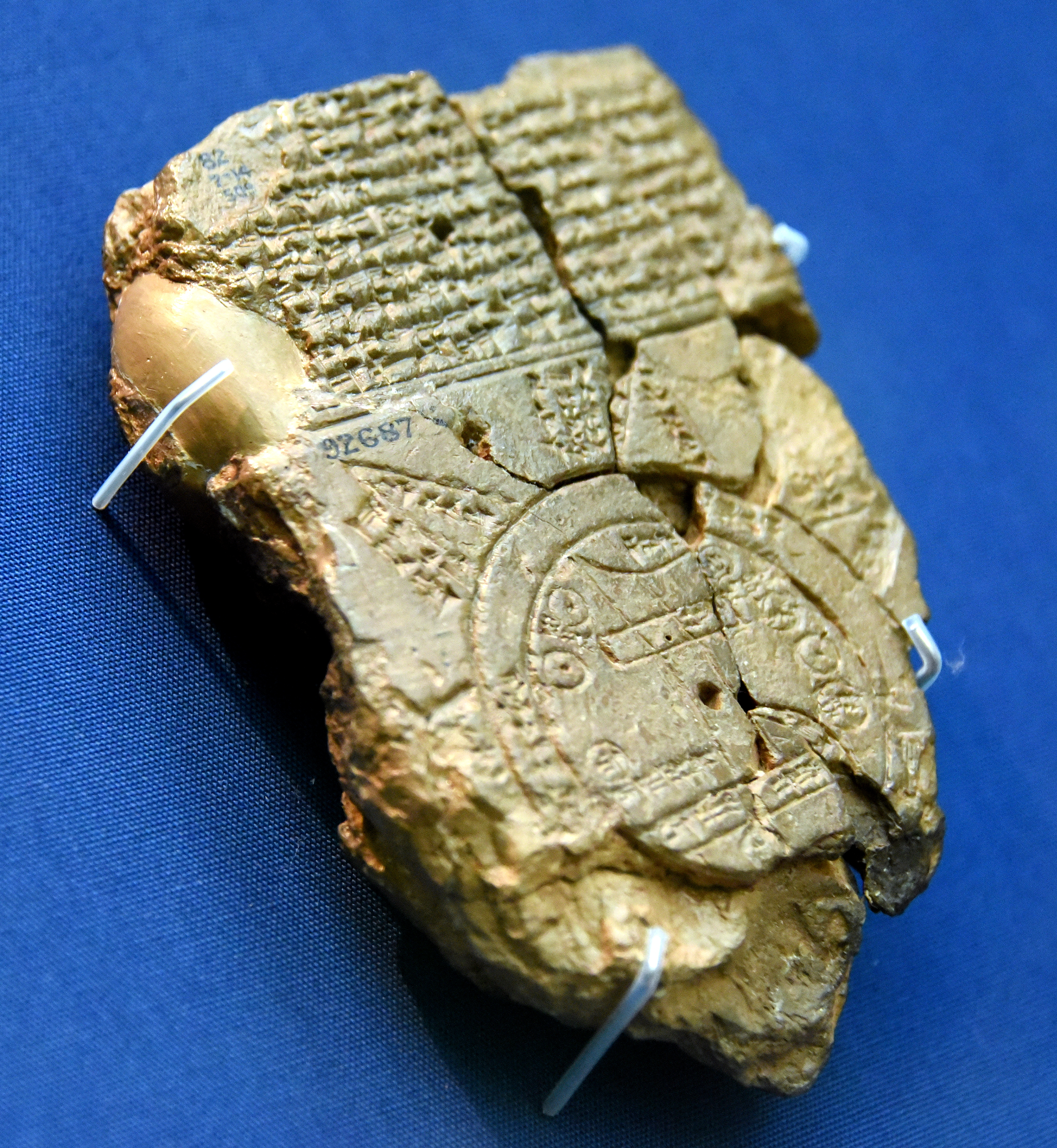
Ansicht
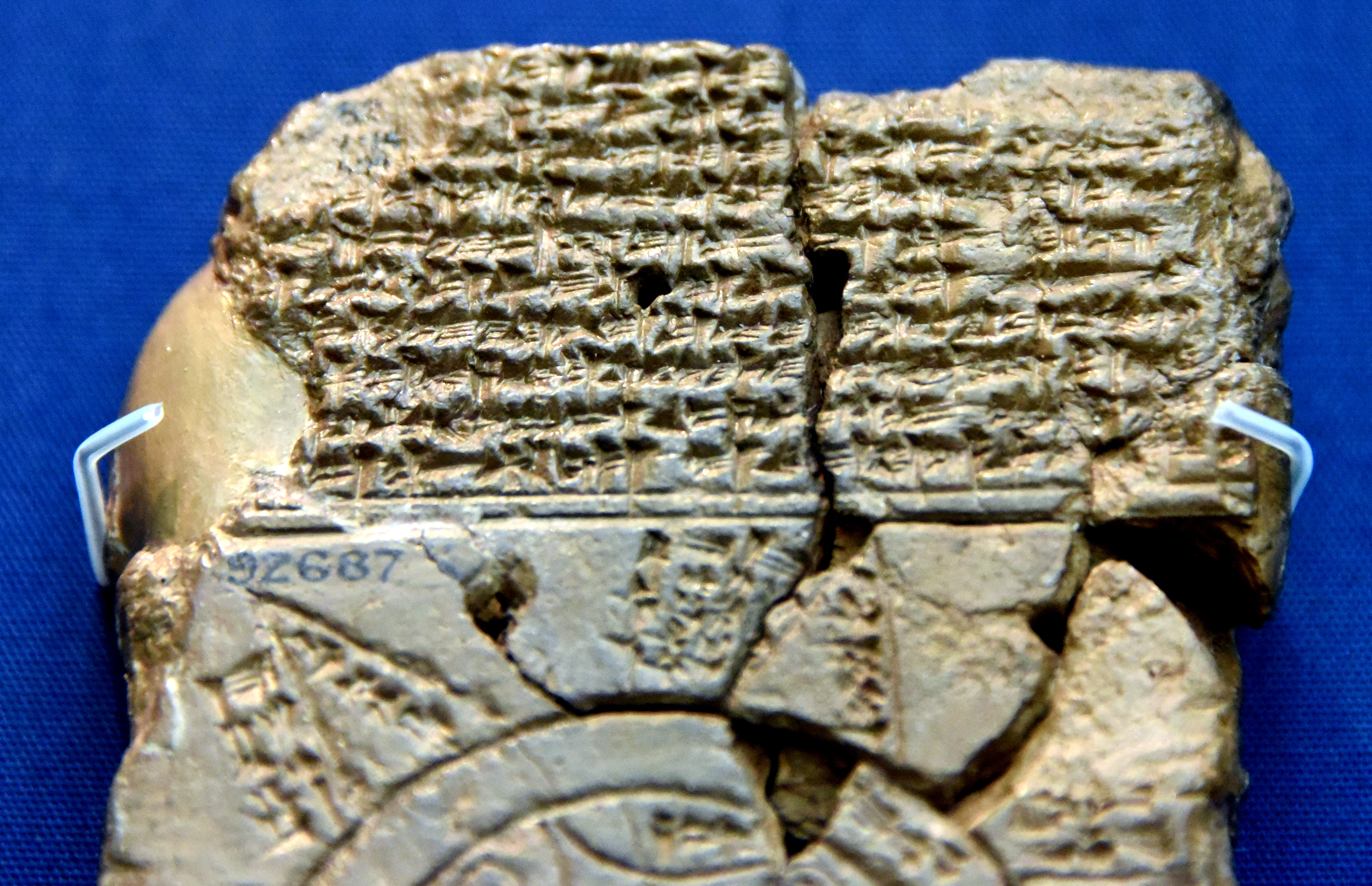
Ansicht oberer Teil